# Пушкина (приток Тоехты)
Пушкина — река в России, протекает по Макарьевскому району Костромской области. Устье реки находится в 9 км по правому берегу реки Тоехта. Длина реки составляет 24 км, площадь водосборного бассейна — 68,6 км². Протекает по болотистой местности, имеет несколько небольших притоков ручьёв.

## Данные водного реестра
По данным государственного водного реестра России относится к Верхневолжскому бассейновому округу, водохозяйственный участок реки — Унжа от истока и до устья, речной подбассейн реки — Бассей притоков Волги ниже Рыбинского водохранилища до впадения Оки. Речной бассейн реки — (Верхняя) Волга до Куйбышевского водохранилища (без бассейна Оки).
Код объекта в государственном водном реестре — 08010300312110000015990.